# フェロクロム

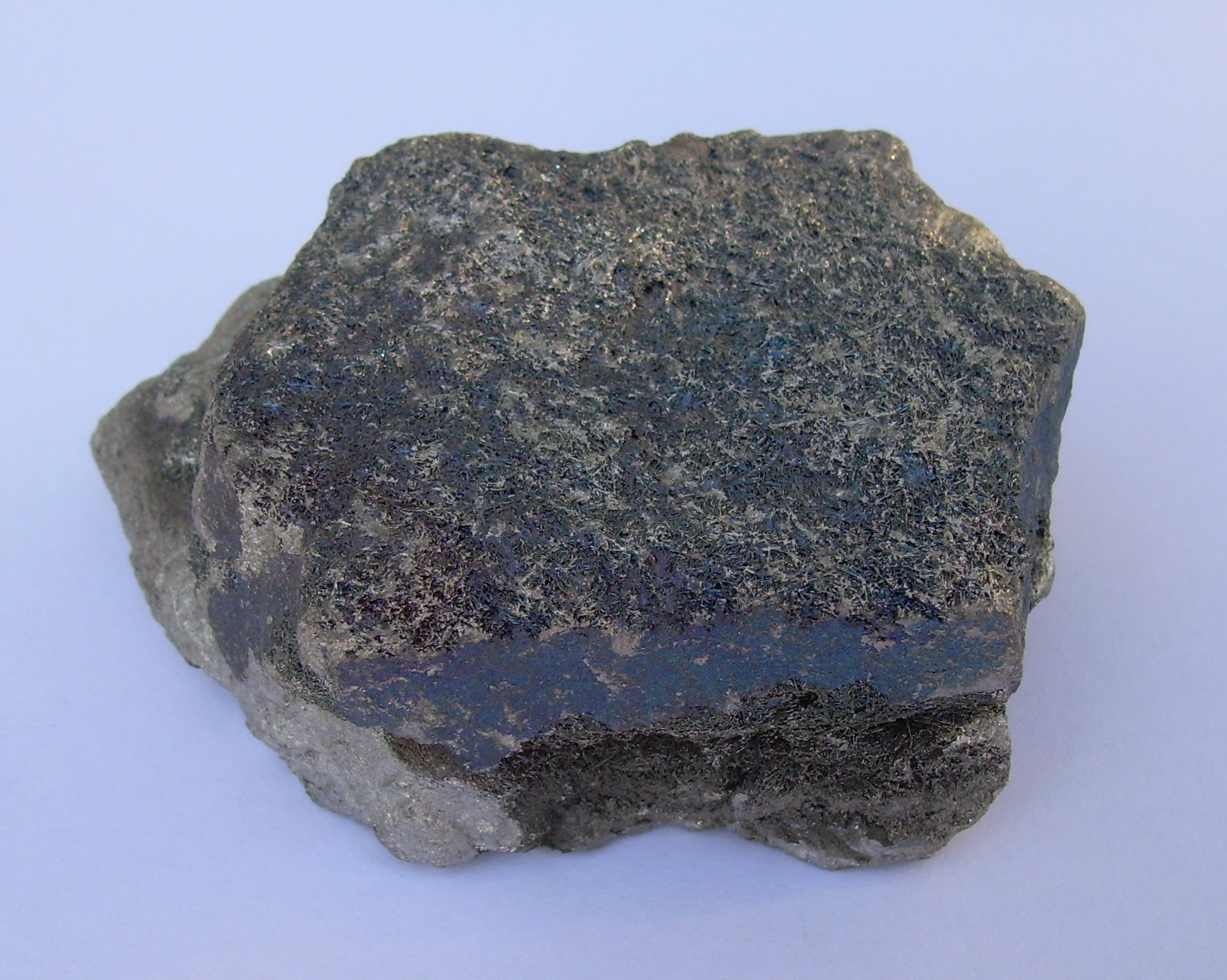
フェロクロム

フェロクロムは、鉄とクロムの合金。炭素の含有率によって高炭素・中炭素・低炭素に分類される。（但し、国によってそれらの設定する含有率が異なる）
ステンレス添加用が一般的とされているが、再利用するクロム系スクラップなどない限り、凡そ鉄鋼製品と名のつくもので、フェロクロムを全く添加しない鋼種はない、というほどよく用いられる。
主生産者は南アフリカ共和国とその周辺国、旧ソ連、インド、中国であり、それぞれの国で出てくるグレードが異なる。
かつてはコンパクトカセットの磁性体にも使われ、フェリクロームともいわれていた。